# Comuna Garoafa, Vrancea
Garoafa (în trecut, Făurei) este o comună în județul Vrancea, Moldova, România, formată din satele Bizighești, Ciușlea, Doaga, Făurei, Garoafa (reședința), Precistanu, Răchitosu și Străjescu.

## Așezare
Comuna se află în partea de est a județului, la limita cu județul Galați, pe malul drept al Siretului, în zona în care în el se varsă râul Putna. Este străbătută de șoseaua națională DN2, care leagă Focșaniul de Bacău. La Garoafa, acest drum se intersectează cu șoseaua județeană DJ205P, care duce spre vest la Bolotești și spre sud-est la Vânători. Tot DN2 se intersectează la Bizighești și cu șoseaua județeană DJ205E, care duce spre vest la Țifești, Vidra (unde se intersectează cu DN2D), Vizantea-Livezi și Câmpuri și spre est în județul Galați la Movileni.
Prin comună trece și calea ferată Buzău-Mărășești, pe care este deservită de stația Putna Seacă.

## Demografie
Componența etnică a comunei Garoafa
     Români (92,67%)
     Alte etnii (0,74%)
     Necunoscută (6,59%)
Componența confesională a comunei Garoafa
     Ortodocși (90,93%)
     Romano-catolici (1,42%)
     Alte religii (0,83%)
     Necunoscută (6,81%)
Conform recensământului efectuat în 2021, populația comunei Garoafa se ridică la 4.432 de locuitori, în creștere față de recensământul anterior din 2011, când fuseseră înregistrați 4.037 de locuitori. Majoritatea locuitorilor sunt români (92,67%), iar pentru 6,59% nu se cunoaște apartenența etnică. Din punct de vedere confesional, majoritatea locuitorilor sunt ortodocși (90,93%), cu o minoritate de romano-catolici (1,42%), iar pentru 6,81% nu se cunoaște apartenența confesională.

## Politică și administrație
Comuna Garoafa este administrată de un primar și un consiliu local compus din 13 consilieri. Primarul, Laurențiu Diaconu[*], de la Partidul Național Liberal, este în funcție din octombrie 2020. Începând cu alegerile locale din 2024, consiliul local are următoarea componență pe partide politice:
|  | Partid                          | Consilieri | Componența Consiliului | Componența Consiliului | Componența Consiliului | Componența Consiliului | Componența Consiliului | Componența Consiliului | Componența Consiliului | Componența Consiliului | Componența Consiliului |
|  | ------------------------------- | ---------- | ---------------------- | ---------------------- | ---------------------- | ---------------------- | ---------------------- | ---------------------- | ---------------------- | ---------------------- | ---------------------- |
|  | Partidul Național Liberal       | 9          |                        |                        |                        |                        |                        |                        |                        |                        |                        |
|  | Partidul Social Democrat        | 2          |                        |                        |                        |                        |                        |                        |                        |                        |                        |
|  | Alianța pentru Unirea Românilor | 2          |                        |                        |                        |                        |                        |                        |                        |                        |                        |

## Istorie
La sfârșitul secolului al XIX-lea, comuna purta numele de Făurei, făcea parte din plasa Șușița a județului Putna și avea în compunere satele Balta Raței, Bizighești, Făurei și Precistanu, cu o populație de 967 de locuitori ce trăiau în 278 de case. În comună funcționau o biserică și o școală mixtă cu 19 elevi (toți băieți). La acea vreme mai funcționa, pe teritoriul actual al comunei, în aceeași plasă, și comuna Ciușlea, formată din satele Ciușlea, Doaga și Străjescu, cu 1379 de locuitori. În comuna Ciușlea, existau două biserici și o școală mixtă cu 33 de elevi (dintre care 4 fete).
Anuarul Socec din 1925 consemnează comuna Făurei în plasa Gârlele a aceluiași județ, cu o populație de 1100 de locuitori și aceeași compoziție; comuna Ciușlea făcea parte din plasa Biliești și avea în compunere satele Ciușlea, Doaga, Străjescu și Răchitoasa, cu 1850 de locuitori. În perioada interbelică, a apărut și satul Băcăuane, care ulterior a luat numele de Garoafa, după Constantin Garoflid, ministrul agriculturii din perioada reformei agrare.
În 1950, comuna Făurei a fost transferată raionului Focșani din regiunea Putna, apoi (după 1952) din regiunea Bârlad și (după 1956) din regiunea Galați. În 1968, comuna Făurei a căpătat numele de Garoafa (după noua reședință) și a fost transferată la județul Vrancea și i-au fost arondate și satele comunei Ciușlea, desființată; tot atunci, pe teritoriul comunei a fost reînființat și satul Precistanu.

## Obiective turistice
Comuna este deservită de barajul râului Siret - acumularea Che Movileni, și de Plaja Doaga, situată în zonă.